# تيودور روس
تيودور روس (بالرومانية: Teodor Rus)‏ هو لاعب كرة قدم ومدرب كرة قدم روماني في مركز الوسط، ولد في 30 أبريل 1974 في أيو ‏ في رومانيا. لعب مع FC Rot-Weiß Erfurt ‏.

## وصلات خارجية
- تيودور روس على موقع قاعدة بيانات كرة القدم.إي يو (الإنجليزية)
- تيودور روس على موقع بيانات كرة القدم. دي إي (الألمانية)
- تيودور روس على موقع عالم كرة القدم.نت (الإنجليزية)